# Álex de la Iglesia
Alejandro de la Iglesia Mendoza, conocido como Álex de la Iglesia (Bilbao, 4 de diciembre de 1965), es un director, productor y guionista de cine español. Con anterioridad fue historietista.
En junio de 2009 fue elegido presidente de la Academia de las Artes y las Ciencias Cinematográficas de España, cargo que mantuvo hasta su dimisión por su desacuerdo con la Ley Sinde, después de la Gala de los Goya de 2011, celebrada el 13 de febrero de 2011.

## Biografía

### Estudios e inicios
Licenciado en Filosofía por la Universidad de Deusto, empezó a dibujar historietas en los fanzines No, el fanzine maldito y Metacrilato, y en revistas como Trokola, Burdinjaun y La Ría del Ocio. Fue también en esta época, entre 1986 y 1989, cuando fundó en Bilbao uno de los primeros clubs de rol de España, Los Pelotas.[cita requerida]
Su debut en el medio cinematográfico fue como director artístico en el cortometraje Mamá (1988), de Pablo Berger y desempeñó igual tarea en la película Todo por la pasta (1991), de Enrique Urbizu. Ya había colaborado con Enrique Urbizu y Joaquín Trincado diseñando el cartel del primer largometraje de ambos, Tu novia está loca (1988).
Su primer cortometraje, Mirindas asesinas (1991), consiguió llamar la atención de Pedro Almodóvar, cuya productora El Deseo colaboró en el primer largometraje de De la Iglesia, Acción mutante (1993).

### El día de la bestia
A continuación estrenó la película que le consagraría como uno de los directores más relevantes del cine español: El día de la bestia (1995), escrita junto a Jorge Guerricaechevarría, guionista habitual en la mayoría de sus películas. La película obtuvo un relevante éxito de taquilla y seis premios Goya entre los que destaca el premio al mejor director. Este trabajo convirtió a Santiago Segura en uno de los actores más conocidos de España y recuperó a la actriz Terele Pávez, desde entonces rostro habitual de sus películas.

### Trabajos posteriores
Posteriormente el director ha ido alternando producciones ambiciosas destinadas a un público internacional, y otras más apegadas a la tradición española, con toques de esperpento y humor negro. Han trabajado a sus órdenes muchos actores veteranos del cine español, desde Carmen Maura hasta María Asquerino, así como varias estrellas de Hollywood: Rosie Pérez, Elijah Wood, John Hurt o Salma Hayek.
Dirigió a Javier Bardem, Rosie Pérez y James Gandolfini en Perdita Durango (1997), a Santiago Segura y El Gran Wyoming en Muertos de risa (1999), a Carmen Maura, Manuel Tejada y Paca Gabaldón en La comunidad (2000), a Sancho Gracia, Ángel de Andrés López y Eusebio Poncela en 800 balas (2002), a Guillermo Toledo, Mónica Cervera y Kira Miró en Crimen ferpecto (2004), y a Elijah Wood, Leonor Watling y John Hurt en Los crímenes de Oxford (2007).

### Balada triste de trompeta
Su película Balada triste de trompeta (2010) fue galardonada con dos premios en la 67.ª Mostra de Venecia, al mejor guion y el León de plata a la dirección. Además, fue nominada a quince premios Goya en 2011, incluidos los de mejor director, mejor película y mejor guion original. De todos ellos recibió los galardones al mejor maquillaje y a los mejores efectos especiales.

### Éxitos en taquilla

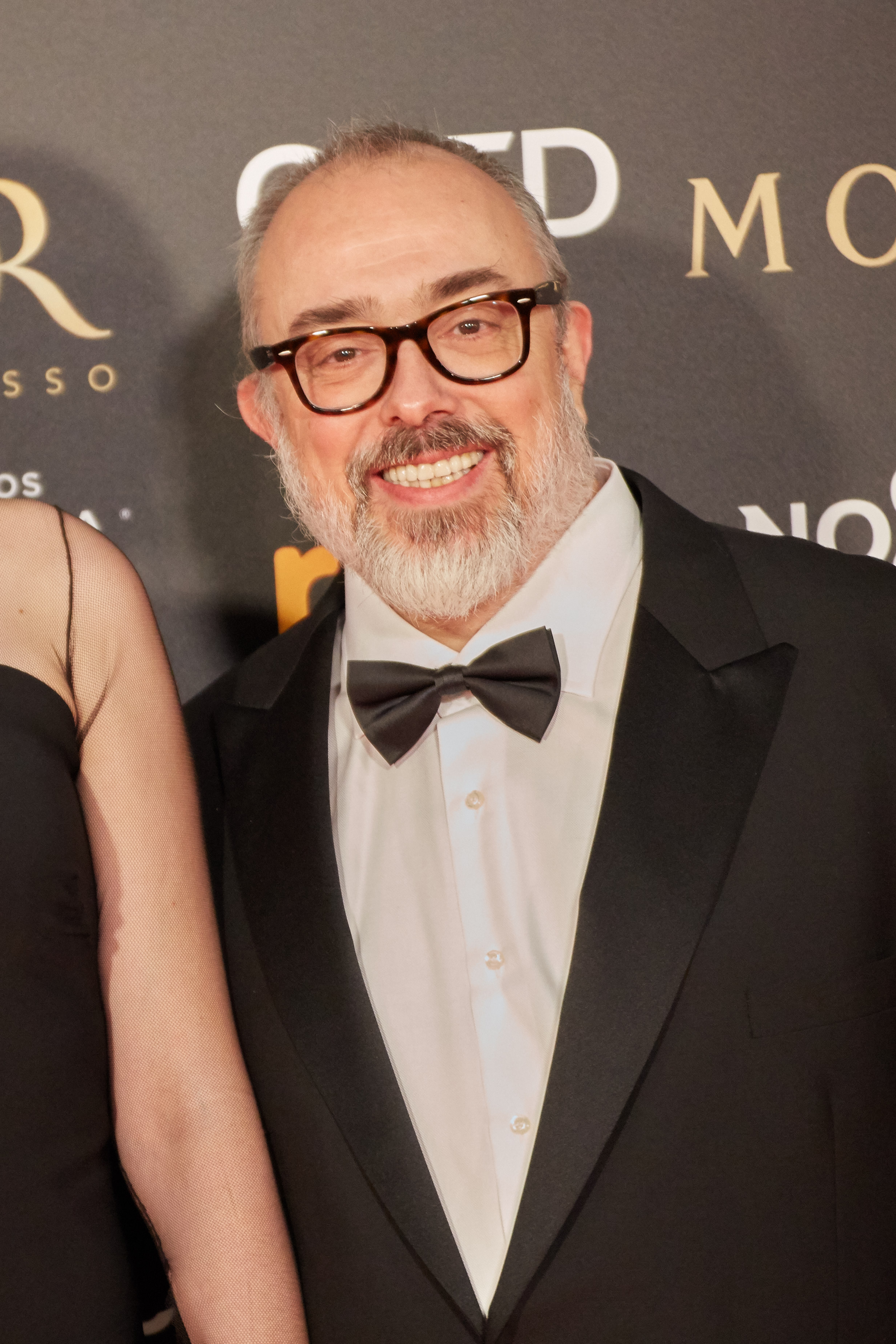
Álex de la Iglesia, en los Premios Goya 2019.

En 2011 estrenó La chispa de la vida, con José Mota y Salma Hayek como protagonistas y rodada en Cartagena.
En 2013 estrenó Las brujas de Zugarramurdi. Comenzó el rodaje en otoño de 2012 con un extenso reparto que incluye a Carmen Maura, Macarena Gómez, Hugo Silva, Mario Casas, Carolina Bang, Terele Pávez o Pepón Nieto, y los cameos de Santiago Segura o Carlos Areces. La película se estrenó en España el 27 de septiembre de 2013, y alcanzó relevante éxito comercial: recaudó 14,6 millones de euros, habiendo costado 6. Obtuvo ocho premios Goya, incluyendo el de mejor actriz secundaria para la veterana Terele Pávez.
De la Iglesia sorprendió después con Mi gran noche (2015), película coral en la que participa Raphael en su reaparición en el cine 40 años después. Encabeza un largo reparto con Mario Casas, Pepón Nieto, Blanca Suárez, Carlos Areces, Luis Callejo, Carmen Machi, Jaime Ordóñez, Santiago Segura, Enrique Villén, Hugo Silva, Carolina Bang, Terele Pávez, Carmen Ruiz, Marta Guerras, Ana Polvorosa, Toni Acosta y Luis Fernández, entre otros. Mi gran noche supuso otro éxito de taquilla para su director: logró recaudar casi el triple de los cuatro millones de euros que costó.
En 2017 Álex de la Iglesia estrenó dos películas: la comedia El Bar, con varios de sus actores ya habituales (Blanca Suárez, Mario Casas, Carmen Machi, Pepón Nieto, Terele Pávez) y el remake de la italiana Perfetti sconosciuti, titulada en español Perfectos desconocidos, que cuenta entre su reparto a actores como Belén Rueda o Eduardo Noriega. Este último filme ha sido el mayor éxito de taquilla del director hasta ahora, con casi 20 millones de euros recaudados.

### Fear Collection y auge de Pokeepsie Films
En 2020 anunció que se había aliado con Sony Pictures y Amazon Prime para realizar The Fear Collection, una antología de películas de terror producidas por Pokeepsie Films. Las películas también serían dirigidas por otros cineastas españoles notables como Jorge Guerricaechevarría, Jaume Balagueró, Paula Ortiz, Fernando Navarro, Jimina Sabadú o Carlos Therón, entre otros. La primera película de esta serie de largometrajes fue Veneciafrenia que tuvo su estreno mundial en el Festival de Cine de Sitges.
En febrero de 2021 anunció el rodaje de una nueva película bajo su dirección y con la producción de Mediaset España, junto a su productora. La película tiene el título de El cuarto pasajero y está protagonizada por Blanca Suárez, Ernesto Alterio, Alberto San Juan y Rubén Cortada.

### Televisión
Álex de la Iglesia ha dirigido sketches para espacios de televisión, como El peor programa de la semana de El Gran Wyoming (TVE) e Inocente, inocente (televisiones autonómicas), así como la serie Plutón B.R.B. Nero (2008) para La 2. Esta serie es una parodia de las series de ciencia ficción protagonizada de manera coral por Antonio Gil, Carolina Bang y Carlos Areces entre otros.
En el Festival de Venecia 2020, presenta su serie 30 monedas, que estrena HBO España el 29 de noviembre de 2020. La serie cuenta la tragedia del padre Vergara, un exorcista, boxeador y exconvicto exiliado en una parroquia de un pueblo remoto de España.

## Presidencia de la Academia de Cine
Álex de la Iglesia fue elegido presidente de la Academia de Cine el 21 de junio de 2009 tras presentarse como único candidato —junto a Icíar Bollaín y Emilio A. Pina— para sustituir a Ángeles González-Sinde tras su nombramiento como ministra de Cultura. Sus intenciones como cabeza visible de la industria nacional aspiraban a «reunir en la Academia a todos los artistas que se fueron de España o están lejos de la institución». Con esta referencia señalaba a Pedro Almodóvar y su hermano, Agustín Almodóvar que abandonaron en 2005 la asociación por estar en desacuerdo con el sistema de votos. Y, también, José Luis Garci que la dejó en 1999 por la polémica sobre la compra de votos para su película El abuelo. El cineasta bilbaíno también se mostró comprometido con la lucha contra la piratería y los derechos de autor. Según sus palabras, quería «defender a la gente que vive del cine».
El 14 de febrero de 2010, De la Iglesia pronunció en la gala de los Goya el discurso como presidente de la Academia de Cine. Recordó que se necesitan crear leyes "que protejan la coexistencia de todos los sectores industriales, y eso incluye también al cine". Por ello, el presidente de la Academia participó en el debate de la disposición final segunda de la Ley de Economía Sostenible (conocida como Ley Sinde-Wert) tras ser rechazada en el Congreso de los Diputados el 21 de diciembre de 2010. Este texto plantea la posibilidad de cerrar páginas de internet que violen los derechos de autor tras la intervención de una Comisión de Propiedad Intelectual, y no de un juez ni magistrado. Álex de la Iglesia buscó un acuerdo de todos los agentes para alcanzar una solución a ese estancamiento.
Así, se reunió el 30 de diciembre de 2010 con internautas (abogados como David Bravo y David Maeztu, representantes del Partido Pirata, y usuarios que De la Iglesia había conocido en Twitter) y Pedro Pérez, el presidente de FAPAE (productores). Tras esto, el cineasta bilbaíno le propone a Bravo que le ayude a reescribir la norma, pero él se niega porque siempre se ha posicionado en contra.
Entonces, recurre a Maeztu, quien la considera «aberrante», pero como está convencido de que la Ley seguirá adelante decide colaborar para minimizar los daños a los usuarios. De la Iglesia acepta el nuevo texto, igual que Pedro Pérez, por eso le envían la propuesta a los políticos. El lunes 24 de enero de 2011 se aprobó una enmienda del Partido Socialista Obrero Español (PSOE), del Partido Popular (PP) y de Convergencia i Unió (CiU) para aprobar el texto. Este retoque en el texto no recoge ninguna de las ideas aportadas por el presidente de la Academia, por eso acusa a los dos partidos de no dialogar. Como argumentó en su cuenta de Twitter: «Lo hemos intentando, y no habido respuesta. Cero. Han pactado una ley que no conviene a NADIE». Por esta razón, Álex de la Iglesia anunció el 25 de enero de 2011 que abandona la presidencia de la Academia de Cine tras la gala de entrega de los Premios Goya del día 13 de febrero.
El 10 de abril de 2011, dejó su puesto como presidente de la academia de cine tras unas elecciones entre el cineasta Bigas Luna y el productor Enrique González Macho, siendo este último el vencedor.

## Colaboradores recurrentes
Las películas de Álex de la Iglesia suelen contar con actores y actrices con los que ha trabajado antes. El más destacado es Santiago Segura, al que le ofreció su primer papel en un largometraje, pero también son frecuentes las apariciones de Terele Pávez, Álex Angulo, Mario Casas o Carlos Areces. Antonio de la Torre, Enrique Villén o Manuel Tallafé son igualmente habituales de su cine, aunque en muchas ocasiones con papeles secundarios. Jorge Guerricaechevarría ha sido su coguionista en casi todos sus trabajos. Algunos de estos actores también han sido actores de películas que ha producido pero no dirigido, o casos como Macarena Gómez, que ha sido más habitual en sus obra como productor que como director.
| Actor                      | Mirindas asesinas (1990) | Acción mutante (1992) | El día de la bestia (1995) | Perdita Durango (1997) | Muertos de risa (1999) | La comunidad (2000) | 800 balas (2002) | Crimen ferpecto (2004) | La habitación del niño (2006) | Los crímenes de Oxford (2008) | Plutón BRB Nero (2008) | Balada triste de trompeta (2010) | La chispa de la vida (2011) | Las brujas de Zugarramurdi (2013) | Words with Gods (2014) | Mi gran noche (2015) | El bar (2017) | Perfectos desconocidos (2017) | Una vez en la vida (2018) | 30 monedas (1ª temporada) (2020) | Veneciafrenia (2021) | El cu4rto pasajero (2021) | 30 monedas (2ª temporada) (2023) | 1992 (2024) |
| -------------------------- | ------------------------ | --------------------- | -------------------------- | ---------------------- | ---------------------- | ------------------- | ---------------- | ---------------------- | ----------------------------- | ----------------------------- | ---------------------- | -------------------------------- | --------------------------- | --------------------------------- | ---------------------- | -------------------- | ------------- | ----------------------------- | ------------------------- | -------------------------------- | -------------------- | ------------------------- | -------------------------------- | ----------- |
| Álex Angulo                | No                       | No                    | No                         |                        | No                     |                     |                  |                        |                               |                               |                        |                                  |                             |                                   |                        |                      |               |                               |                           |                                  |                      |                           |                                  |             |
| Saturnino García           | No                       | No                    | No                         |                        |                        |                     |                  |                        |                               |                               |                        |                                  |                             |                                   |                        |                      |               |                               |                           |                                  |                      |                           | No                               |             |
| Ramón Barea                | No                       | No                    |                            |                        | No                     | No                  | No               |                        | No                            |                               |                        |                                  |                             |                                   |                        |                      |               |                               |                           |                                  |                      |                           |                                  |             |
| Santiago Segura            |                          | No                    | No                         | No                     | No                     |                     |                  |                        |                               |                               |                        | No                               | No                          | No                                |                        | No                   |               |                               |                           |                                  |                      |                           |                                  |             |
| Juan Viadas                |                          | No                    |                            |                        |                        | No                  | No               | No                     |                               |                               | No                     | No                               |                             |                                   |                        |                      |               |                               |                           | No                               |                      |                           | No                               |             |
| Ion Gabella                |                          | No                    |                            |                        | No                     | No                  |                  |                        |                               |                               |                        |                                  |                             |                                   |                        |                      |               |                               |                           |                                  |                      |                           |                                  |             |
| Terele Pávez               |                          |                       | No                         |                        |                        | No                  | No               |                        | No                            |                               | No                     | No                               |                             | No                                |                        | No                   | No            |                               |                           |                                  |                      |                           |                                  |             |
| Enrique Villén             |                          |                       | No                         |                        |                        | No                  |                  | No                     |                               |                               | No                     | No                               |                             | No                                |                        | No                   |               |                               |                           |                                  |                      | No                        | No                               |             |
| Antonio de la Torre Martín |                          |                       | No                         |                        | No                     | No                  |                  |                        | No                            |                               |                        | No                               | No                          |                                   |                        |                      |               |                               |                           |                                  |                      |                           |                                  |             |
| Manuel Tallafé             |                          |                       | No                         |                        | No                     | No                  | No               | No                     | No                            |                               | No                     | No                               | No                          | No                                |                        | No                   |               |                               | No                        | No                               |                      |                           | No                               |             |
| José Alias                 |                          |                       | No                         |                        | No                     |                     |                  | No                     |                               |                               | No                     |                                  |                             |                                   |                        |                      |               |                               |                           | No                               |                      |                           | No                               |             |
| Otilia Laiz                |                          |                       | No                         |                        | No                     | No                  |                  |                        |                               |                               | No                     |                                  |                             |                                   |                        |                      |               |                               |                           |                                  |                      |                           |                                  |             |
| Eduardo Gómez              |                          |                       |                            |                        | No                     | No                  | No               | No                     |                               |                               |                        |                                  |                             |                                   |                        |                      |               |                               |                           |                                  |                      |                           |                                  |             |
| María Asquerino            |                          |                       |                            |                        | No                     | No                  |                  |                        | No                            |                               |                        |                                  |                             |                                   |                        |                      |               |                               |                           |                                  |                      |                           |                                  |             |
| Sancho Gracia              |                          |                       |                            |                        | No                     | No                  | No               |                        | No                            |                               | No                     | No                               |                             |                                   |                        |                      |               |                               |                           |                                  |                      |                           |                                  |             |
| Carmen Maura               |                          |                       |                            |                        |                        | No                  | No               |                        |                               |                               |                        |                                  |                             | No                                |                        |                      |               |                               |                           |                                  |                      |                           |                                  |             |
| Eduardo Antuña             |                          |                       |                            |                        |                        | No                  | No               |                        |                               |                               | No                     |                                  |                             |                                   |                        |                      |               |                               |                           |                                  |                      |                           |                                  |             |
| Enrique Martínez           |                          |                       |                            |                        |                        |                     | No               | No                     | No                            |                               | No                     |                                  |                             |                                   |                        | No                   |               |                               |                           | No                               |                      |                           |                                  |             |
| Carolo Ruiz                |                          |                       |                            |                        |                        |                     | No               | No                     | No                            |                               | No                     | No                               |                             |                                   |                        | No                   |               |                               | No                        |                                  |                      |                           |                                  |             |
| Gracia Olayo               |                          |                       |                            |                        |                        |                     | No               | No                     | No                            |                               | No                     | No                               |                             |                                   |                        |                      |               |                               |                           |                                  |                      |                           |                                  |             |
| Isidro Montalvo            |                          |                       |                            |                        |                        |                     |                  | No                     | No                            |                               | No                     | No                               |                             |                                   |                        |                      |               |                               |                           |                                  |                      |                           |                                  |             |
| Carlos Areces              |                          |                       |                            |                        |                        |                     |                  |                        |                               |                               | No                     | No                               |                             | No                                |                        | No                   |               |                               |                           |                                  |                      | No                        | No                               |             |
| Carolina Bang              |                          |                       |                            |                        |                        |                     |                  |                        |                               |                               | No                     | No                               | No                          | No                                |                        | No                   |               |                               |                           |                                  |                      |                           |                                  |             |
| Mariano Venancio           |                          |                       |                            |                        |                        |                     |                  |                        |                               |                               | No                     |                                  |                             |                                   | No                     |                      |               |                               |                           | No                               |                      |                           | No                               |             |
| Javier Botet               |                          |                       |                            |                        |                        |                     |                  |                        |                               |                               | No                     | No                               | No                          | No                                |                        |                      |               |                               |                           |                                  |                      |                           | No                               |             |
| Joaquín Climent            |                          |                       |                            |                        |                        |                     |                  |                        |                               |                               |                        | No                               | No                          |                                   |                        |                      | No            |                               |                           |                                  |                      |                           |                                  |             |
| Mario Casas                |                          |                       |                            |                        |                        |                     |                  |                        |                               |                               |                        |                                  |                             | No                                |                        | No                   | No            |                               |                           |                                  |                      |                           |                                  |             |
| Secun de la Rosa           |                          |                       |                            |                        |                        |                     |                  |                        |                               |                               |                        |                                  |                             | No                                |                        |                      | No            |                               | No                        | No                               |                      |                           | No                               |             |
| Pepón Nieto                |                          |                       |                            |                        |                        |                     |                  |                        |                               |                               |                        |                                  |                             | No                                | No                     | No                   |               | No                            |                           | No                               |                      |                           | No                               |             |
| Jaime Ordóñez              |                          |                       |                            |                        |                        |                     |                  |                        |                               |                               |                        |                                  |                             | No                                |                        | No                   | No            |                               |                           | No                               |                      |                           | No                               | No          |
| Carmen Machi               |                          |                       |                            |                        |                        |                     |                  |                        |                               |                               |                        |                                  |                             |                                   |                        | No                   | No            |                               |                           | No                               |                      |                           |                                  |             |
| Alberto Bang               |                          |                       |                            |                        |                        |                     |                  |                        |                               |                               |                        |                                  |                             |                                   |                        | No                   |               | No                            |                           | No                               | No                   |                           | No                               |             |
| Blanca Suárez              |                          |                       |                            |                        |                        |                     |                  |                        |                               |                               |                        |                                  |                             |                                   |                        | No                   | No            |                               |                           |                                  |                      | No                        |                                  |             |

## Filmografía

### Recaudaciones
| Año  | Título                         | Acreditado como | Acreditado como | Acreditado como | Notas          |
| Año  | Título                         | Director        | Guionista       | Productor       | Recaudación    |
| ---- | ------------------------------ | --------------- | --------------- | --------------- | -------------- |
| 1993 | Acción mutante                 | Sí              | Sí              | –               | 2 500 000 USD  |
| 1995 | El día de la bestia            | Sí              | Sí              | –               | 4 500 000 USD  |
| 1997 | Perdita Durango                | Sí              | Sí              | –               | 4 200 000 USD  |
| 1999 | Muertos de risa                | Sí              | Sí              | –               | 6 300 000 USD  |
| 2000 | La comunidad                   | Sí              | Sí              | –               | 7 000 000 USD  |
| 2002 | 800 balas                      | Sí              | Sí              | Sí              | 2 000 000 USD  |
| 2004 | Crimen ferpecto                | Sí              | Sí              | Sí              | 4 200 000 USD  |
| 2008 | Los crímenes de Oxford         | Sí              | Sí              | –               | 8 400 000 USD  |
| 2010 | Balada triste de trompeta      | Sí              | Sí              | –               | 2 300 000 USD  |
| 2011 | La chispa de la vida           | Sí              | –               | –               | 850 000 USD    |
| 2013 | Las brujas de Zugarramurdi     | Sí              | Sí              | –               | 8 136 000 USD  |
| 2014 | Messi                          | Sí              | –               | –               | 13 000 USD     |
| 2014 | Musarañas                      | –               | –               | Sí              | 1 153 000 USD  |
| 2015 | Mi gran noche                  | Sí              | Sí              | –               | 2 500 000 USD  |
| 2015 | Los héroes del mal             | –               | –               | Sí              | 9 000 USD      |
| 2017 | Pieles                         | –               | –               | Sí              | 83 000 USD     |
| 2017 | El bar                         | Sí              | Sí              | Sí              | 3 663 000 USD  |
| 2017 | Errementari                    | –               | –               | Sí              | 150 000 USD    |
| 2017 | Perfectos desconocidos         | Sí              | Sí              | Sí              | 31 000 000 USD |
| 2018 | En las estrellas               | –               | –               | Sí              | 18 000 USD     |
| 2018 | 70 binladens                   | –               | –               | Sí              | 155 000 USD    |
| 2022 | Veneciafrenia                  | Sí              | Sí              | Sí              | 543 561 USD    |
| 2022 | El cuarto pasajero             | Sí              | Sí              | Sí              | 4 683 000 USD  |
| 2024 | Un mal día lo tiene cualquiera | –               | –               | Sí              | 93 625 USD     |

## Libros
En 1997 publicó la novela Payasos en la lavadora. En 2014 publicó su segunda novela Recuérdame que te odie.

## Premios
Premio Nacional de Cinematografía
| Año  | Categoría                                                               | Trabajo     | Resultado |
| ---- | ----------------------------------------------------------------------- | ----------- | --------- |
| 2010 | Premio Nacional de Cinematografía otorgado por el Ministerio de Cultura | Trayectoria | Ganador   |

Premios Goya
| Año  | Categoría            | Película                  | Resultado |
| ---- | -------------------- | ------------------------- | --------- |
| 1992 | Mejor director novel | Acción mutante            | Candidato |
| 1995 | Mejor director       | El día de la bestia       | Ganador   |
| 1995 | Mejor guion original | El día de la bestia       | Candidato |
| 2000 | Mejor director       | La comunidad              | Candidato |
| 2000 | Mejor guion original | La comunidad              | Candidato |
| 2008 | Mejor película       | Los crímenes de Oxford    | Candidata |
| 2008 | Mejor director       | Los crímenes de Oxford    | Candidato |
| 2008 | Mejor guion adaptado | Los crímenes de Oxford    | Candidato |
| 2010 | Mejor director       | Balada triste de trompeta | Candidato |
| 2010 | Mejor guion original | Balada triste de trompeta | Candidato |

Medallas del Círculo de Escritores Cinematográficos
| Año  | Categoría            | Película               | Resultado |
| ---- | -------------------- | ---------------------- | --------- |
| 1995 | Mejor director       | El día de la bestia    | Ganador   |
| 2008 | Mejor guion adaptado | Los crímenes de Oxford | Nominado  |
| 2023 | Medalla de honor     | Medalla de honor       | Ganador   |

Festival de Cine de Sitges
| Año  | Premio                    | Trabajo     | Resultado |
| ---- | ------------------------- | ----------- | --------- |
| 2005 | Premio Máquina del Tiempo | Trayectoria | Ganador   |

Festival Internacional de Cine de Venecia
| Año  | Categoría                                                                               | Película                  | Resultado |
| ---- | --------------------------------------------------------------------------------------- | ------------------------- | --------- |
| 2010 | León de Plata a la mejor dirección Osella para el mejor guion Premio Arca Cinemagiovani | Balada triste de trompeta | Ganador   |

Nocturna Madrid International Fantastic Film Festival
| Año  | Premio                 | Trabajo     | Resultado |
| ---- | ---------------------- | ----------- | --------- |
| 2015 | Maestro del fantástico | Trayectoria | Ganador   |

Premios Pávez - Festival Nacional de Cortometrajes Talavera de la Reina
| Año  | Premio           | Resultado |
| ---- | ---------------- | --------- |
| 2017 | Pávez Honorífico | Ganador   |